# Time Stands Still
Time Stands Still је песма и четврти сингл групеThe All-American Rejects. 